# Cerura askolda
Cerura askolda är en fjärilsart som beskrevs av Charles Oberthür 1881. Cerura askolda ingår i släktet Cerura och familjen tandspinnare. Inga underarter finns listade i Catalogue of Life.